# Рівняння Дірака
Рівня́ння Дірака — релятивістсько-інваріантне рівняння руху для біспінорного класичного поля електрона, застосовне також для опису інших точкових ферміонів зі спіном 1/2. Його вперше записав Поль Дірак у 1928.
Рівняння Дірака призвело до пояснення напівцілого спіну електрона та до відкриття античастинок, якими для електрона є позитрони. Частинку зі спіном 1/2 описує нерелятивістське рівняння Паулі, до якого зводиться рівняння Дірака при малих енергіях.

## Вигляд рівняння
Рівняння Дірака записується в вигляді
{\displaystyle \left(mc^{2}\alpha _{0}+c\sum _{j=1}^{3}\alpha _{j}{\hat {p}}_{j}\right)\psi (\mathbf {x} ,t)=i\hbar {\frac {\partial \psi }{\partial t}}(\mathbf {x} ,t)}
де {\displaystyle m\ } — маса електрона (або іншого ферміона, що описується рівнянням), {\displaystyle c\ } — швидкість світла, {\displaystyle {\hat {p}}_{j}=-i\hbar \partial _{j}=-{\bar {\frac {\partial }{\partial x_{j}}}}} — три оператори компонент імпульсу (x, y, z), {\displaystyle \hbar ={h \over 2\pi }}, {\displaystyle h} — стала Планка, x=(x, y, z) і t просторові координати та час, відповідно, та {\displaystyle \psi (\mathbf {x} ,t)} — чотирикомпонентна комплексна хвильова функція (біспінор).
{\displaystyle \psi (\mathbf {x} ,t)=\left({\begin{matrix}\psi _{1}(\mathbf {x} ,t)\\\psi _{2}(\mathbf {x} ,t)\\\psi _{3}(\mathbf {x} ,t)\\\psi _{4}(\mathbf {x} ,t)\end{matrix}}\right)}

{\displaystyle \alpha _{0},\alpha _{1},\alpha _{2},\alpha _{3}\ } — лінійні оператори над простором біспінорів, які діють на хвильову функцію. Ці оператори підібрані таки чином, що кожна пара таких операторів антикомутує, а квадрат кожного дорівнює одиниці:
{\displaystyle \alpha _{i}\alpha _{j}=-\alpha _{j}\alpha _{i}\ }, де {\displaystyle i\neq j} і індекси {\displaystyle i,j\ } змінюються від 0 до 3,
{\displaystyle \alpha _{i}^{2}=1} для {\displaystyle i\ } від 0 до 3.
У даному представленні ці оператори є матрицями розміру 4×4 (це мінімальний розмір матриць, для яких виконуються умови антикомутації) і називаються альфа-матрицями Дірака
Весь оператор в дужках в лівій частині рівняння називається оператором Дірака, точніше, в сучасній термінології його слід називати гамільтоніаном Дірака, оскільки оператором Дірака зазвичай називають коваріантний оператор D, з яким рівняння Дірака записується у вигляді DΨ=0 (як описано в наступному зауваженні).
У сучасній фізиці часто використовується коваріантна форма запису рівняння Дірака (детальніше див. нижче):
{\displaystyle \left(i\hbar c\,\gamma ^{\mu }\,\partial _{\mu }-mc^{2}\right)\psi =0}

## Побудова рівняння Дірака
Рівняння Дірака — релятивістське узагальнення рівняння Шредінгера:
{\displaystyle {\hat {H}}\left|\psi (t)\right\rangle =i\hbar {d \over dt}\left|\psi (t)\right\rangle .}
Для зручності будемо працювати в координатному представленні, в якому стан системи задається хвильовою функцією ψ(x,t). В цьому представленні рівняння Шредінгера записується у вигляді
{\displaystyle {\hat {H}}\psi (\mathbf {x} ,t)=i\hbar {\frac {\partial \psi (\mathbf {x} ,t)}{\partial t}},}
де гамільтоніан {\displaystyle {\hat {H}}} тепер діє на хвильову функцію.
Гамільтоніан потрібно визначити так, щоб він описував повну енергію системи. Для нерелятивістського вільного електрона (який ні з чим не взаємодіє, ізольований від усіх сторонніх полів) гамільтоніан має вигляд аналогічний кінетичній енергії в класичній механіці (якщо не брати до уваги ні релятивістських поправок, ні спіну):
{\displaystyle {\hat {H}}=\sum _{j=1}^{3}{\frac {{\hat {p}}_{j}^{2}}{2m}},}
де pj — оператори проєкцій імпульсу, де індекс j =1,2,3 означає декартові координати. Кожен такий оператор діє на хвильову функцію як просторова похідна:
{\displaystyle {\hat {p}}_{j}\psi (\mathbf {x} ,t)\ {\stackrel {\mathrm {def} }{=}}\ -i\hbar \,{\frac {\partial \psi (\mathbf {x} ,t)}{\partial x_{j}}}.}
Щоб описати релятивістську частинку, потрібно знайти інший гамільтоніан. При цьому є підґрунтя вважати, що оператор імпульсу зберігає щойно наведене визначення. Відповідно до релятивістського співвідношення повну енергію системи можна виразити як
{\displaystyle E={\sqrt {(mc^{2})^{2}+\sum _{j=1}^{3}(p_{j}c)^{2}}}.}
Це приводить до виразу
{\displaystyle {\sqrt {(mc^{2})^{2}+\sum _{j=1}^{3}(p_{j}c)^{2}}}\ \psi =i\hbar {\frac {d\psi }{dt}}.}
Це не зовсім задовільне рівняння, оскільки не видно явної лоренц-коваріантності (яка виражає формальне рівноправ'я часу і просторових координат, що є одним з наріжних каменів спеціальної теорії відносності), а крім того — написаний корінь з оператора не виписаний явно. Однак, піднесення до квадрата лівої та правої частин приводить до явно лоренц-коваріантного рівняння Клейна — Ґордона. Дірак запропонував, що оскільки права частина рівняння містить першу похідну по часу, то і ліва частина повинна мати тільки похідні першого порядку по просторових координатах (інакше кажучи — оператори імпульсу в першій степені). Тоді, приймаючи, що коефіцієнти перед похідними, яку б природу вони не мали, — постійні (внаслідок однорідності простору), залишається тільки записати:
| {\displaystyle i\hbar {\frac {d\psi }{dt}}=\left[c\sum _{i=1}^{3}\alpha _{i}p_{i}+\alpha _{0}mc^{2}\right]\psi } |
— це і є рівняння Дірака (для вільної частинки).
Однак коефіцієнти {\displaystyle \alpha _{i}\ } ще не визначені. Якщо припущення Дірака правильне, то права частина, піднесена до квадрату, повинна дати
{\displaystyle (mc^{2})^{2}+\sum _{j=1}^{3}(p_{j}c)^{2}}
тобто
{\displaystyle \left(mc^{2}\alpha _{0}+c\sum _{j=1}^{3}\alpha _{j}p_{j}\,\right)^{2}=(mc^{2})^{2}+\sum _{j=1}^{3}(p_{j}c)^{2}.}
Розкриваючи дужки в лівій частині отриманого рівняння, можна знайти умови на α:
{\displaystyle \alpha _{i}\alpha _{j}+\alpha _{j}\alpha _{i}=0\,,} для всіх {\displaystyle i,j=0,1,2,3(i\neq j),}
{\displaystyle \alpha _{i}^{2}=1\,,} для всіх {\displaystyle i=0,1,2,3.\ }
або, скорочено записавши все разом:
{\displaystyle \alpha _{i}\alpha _{j}+\alpha _{j}\alpha _{i}=2\delta _{ij}\ } для {\displaystyle \ i,j=0,1,2,3,}
або, ще коротше, користуючись фігурними дужками для позначення антикомутаторів:
{\displaystyle \left\{\alpha _{i},\alpha _{j}\right\}=2\delta _{ij}\ } для {\displaystyle \ i,j=0,1,2,3.}
де {,} — антикомутатор, що визначається як {A, B}≡AB+BA, і δij — символ Кронекера, який приймає значення 1 якщо два індекси рівні, а в протилежному випадку — 0. Див. алгебра Кліфорда.
Оскільки такі співвідношення не можуть виконуватись для звичайних чисел (адже числа комутують, а α — ні), залишається припустити, що α — це деякі лінійні оператори або матриці (тоді одиниці й нулі в правій частині співвідношень можна вважати відповідно одиничним і нульовим оператором або матрицею) і можна намагатися знайти конкретний набір α, скориставшись даними співвідношеннями (і це вдається).
Стає зрозуміло, що хвильова функція повинна бути не однокомпонентною (тобто не скалярною), а векторною, маючи на увазі вектори якогось абстрактного «внутрішнього» простору, не пов'язаного прямо зі звичайним фізичним простором або простором-часом.
Матриці повинні бути ермітові, так щоб гамільтоніан теж був ермітовим оператором. Найменша розмірність матриць, що задовольняють вказаним критеріям, чотири, тобто це комплексні матриці 4×4, хоча конкретний вибір матриць (або представлення) не є однозначним. Ці матриці утворюють групу, в якій групова операція — матричне множення. Хоча вибір представлення цієї групи не впливає на властивості рівняння Дірака, він впливає на фізичний зміст компонент хвильової функції. Хвильова функція в такому разі повинна бути чотиривимірним комплексним абстрактним (не пов'язаним прямо з векторами звичайного простору-часу) біспінорним полем.
У вступі було наведено представлення, яке використовував Дірак. Це представлення можна правильно записати як
{\displaystyle \alpha _{0}={\begin{bmatrix}I&0\\0&-I\end{bmatrix}}\quad \alpha _{j}={\begin{bmatrix}0&\sigma _{j}\\\sigma _{j}&0\end{bmatrix}}}
де 0 і I — 2×2 нульова та одинична матриці відповідно, і σj (j = 1, 2, 3) — матриці Паулі, що є матричним представленням кватерніонів, про які давно відомо, що вони антикомутують.
Гамільтоніан в цьому рівняння
{\displaystyle {\hat {H}}=\,mc^{2}\alpha _{0}+c\sum _{j=1}^{3}\alpha _{j}p_{j}\,}
називається гамільтоніаном Дірака.
Для звичайного рівняння Дірака у двовимірному просторі або в тривимірному, але з m=0, замість альфа-матриць достатньо лише матриць Паулі; замість чотирикомпонентного біспінорного поля при цьому роль хвильової функції буде виконувати двокомпонентне спінорне.

## Релятивістсько-коваріантна форма
Коваріантний запис рівняння Дірака для вільної частинки має такий вигляд:
{\displaystyle \left(i\hbar c\,\sum _{\mu =0}^{3}\;\gamma ^{\mu }\,\partial _{\mu }-mc^{2}\right)\psi =0,}
або, використовуючи правило Ейнштейна сумування по індексах, що повторюються, так:
{\displaystyle \left(i\hbar c\,\gamma ^{\mu }\,\partial _{\mu }-mc^{2}\right)\psi =0.}

### Пояснення
Часто корисно буває користуватись рівнянням Дірака в релятивістсько-коваріантній формі, в якій просторові та часові координати формально рівноправні.
Оператор імпульсу {\displaystyle {\hat {p}}} діє як просторова похідна:
{\displaystyle \mathbf {p} \psi (\mathbf {x} ,t)=-i\hbar \nabla \psi (\mathbf {x} ,t).}
Множачи рівняння Дірака з кожного боку на α0 (згадуючи що α0²=I) і підставляючи його у визначення для {\displaystyle {\hat {p}}}, рівняння Дірака набирає вигляду
{\displaystyle \left[i\hbar c\left(\alpha _{0}{\frac {\partial }{c\partial t}}+\sum _{j=1}^{3}\alpha _{0}\alpha _{j}{\frac {\partial }{\partial x_{j}}}\right)-mc^{2}\right]\psi =0.}
Чотири гамма матриці визначаються як:
{\displaystyle \gamma ^{0}\ {\stackrel {\mathrm {def} }{=}}\ \alpha _{0}\,,\quad \gamma ^{j}\ {\stackrel {\mathrm {def} }{=}}\ \alpha _{0}\alpha _{j}.}
Ці матриці мають властивість, що
{\displaystyle \left\{\gamma ^{\mu },\gamma ^{\nu }\right\}=2\eta ^{\mu \nu }\cdot I\,,\quad \mu ,\nu =0,1,2,3}
де η метрика плоского простору. Ці співвідношення визначають алгебру Кліфорда, що називається алгеброю Дірака.
Рівняння Дірака тепер можна записати, використовуючи чотири-вектор x = (ct, x), як
{\displaystyle \left(i\hbar c\,\sum _{\mu =0}^{3}\;\gamma ^{\mu }\,\partial _{\mu }-mc^{2}\right)\psi =0.}
У цій формі рівняння Дірака можна отримати з допомогою знаходження екстремуму дії
{\displaystyle {\mathcal {S}}=\int {\bar {\psi }}(i\hbar c\,\sum _{\mu }\gamma ^{\mu }\partial _{\mu }-mc^{2})\psi \,d^{4}x}
де
{\displaystyle {\bar {\psi }}\ {\stackrel {\mathrm {def} }{=}}\ \psi ^{\dagger }\gamma _{0}}
називається приєднаною матрицею Дірака для ψ. Це основа для використання рівняння Дірака в квантовій теорії поля.
В цій формі електромагнітну взаємодію можна просто додати розширивши частинну похідну до калібрувальної похідної:
{\displaystyle \partial _{\mu }\rightarrow D_{\mu }=\partial _{\mu }-ieA_{\mu }.}

### Запис з використанням «Feynman slash»
Інколи використовується запис з використанням «перекреслених матриць» («Feynman slash»). Прийнявши позначення
{\displaystyle a\!\!\!/\leftrightarrow \sum _{\mu }\gamma ^{\mu }a_{\mu }},
бачимо, що рівняння Дірака можна записати як
{\displaystyle (i\hbar c\,\partial \!\!\!/-mc^{2})\psi =0}
і вираз для дії записується у вигляді
{\displaystyle {\mathcal {S}}=\int {\bar {\psi }}(i\hbar c\,\partial \!\!\!/-mc^{2})\psi \,d^{4}x.}

## Діраківські білінійні форми
Є п'ять різних (нейтральних) діраковських білінійних форм без похідних:
- (S) скаляр: {\displaystyle {\bar {\psi }}\psi } (скаляр, P-парний)
- (P) псевдоскаляр: {\displaystyle {\bar {\psi }}\gamma ^{5}\psi } (скаляр, P-непарний)
- (V) Вектор: {\displaystyle {\bar {\psi }}\gamma ^{\mu }\psi } (вектор, P-парний)
- (A) аксіальний вектор: {\displaystyle {\bar {\psi }}\gamma ^{\mu }\gamma ^{5}\psi } (вектор, P-непарний)
- (T) тензор: {\displaystyle {\bar {\psi }}\sigma ^{\mu \nu }\psi } (антисиметричний тензор)

де {\displaystyle \sigma ^{\mu \nu }={\frac {i}{2}}\left[\gamma ^{\mu },\gamma ^{\nu }\right]_{-}} і {\displaystyle \gamma ^{5}=\gamma _{5}={\frac {i}{4!}}\epsilon _{\mu \nu \rho \lambda }\gamma ^{\mu }\gamma ^{\nu }\gamma ^{\rho }\gamma ^{\lambda }=i\gamma ^{0}\gamma ^{1}\gamma ^{2}\gamma ^{3}}.

## Розв'язки
Характерною особливістю рівняння Дірака є те, що для вільної частинки воно має 4 розв'язки, які інтерпретуються як
- електрон зі спіном 1/2;
- електрон зі спіном -1/2;
- позитрон зі спіном 1/2;
- позитрон зі спіном -1/2;